# Aurelio Mosquera
Don Aurelio Mosquera Narváez (Quito, 2 de agosto de 1883 – Quito, 17 de novembro de 1939) foi um médico e político equatoriano. Ocupou o cargo de presidente de seu país de 2 de dezembro de 1938 a 17 de novembro de 1939, data de sua morte.